# Orchis willingiorum
Orchis willingiorum är en orkidéart som beskrevs av Brigitte Baumann och Helmut Baumann. Orchis willingiorum ingår i släktet nycklar, och familjen orkidéer.
Artens utbredningsområde är Grekland. Inga underarter finns listade i Catalogue of Life.